# 社会的成熟
社会的成熟（しゃかいてきせいじゅく）とは、社会人として仕事に責任を持ち、家族の生活と安全に責任を持てる状態になる事を指す。

## 概要
動物の場合、肉体的成熟が、即人間で言う成人に当たる。しかし、複雑な社会構造を有する人間にあっては、肉体的成熟を即成人とは見做せない。
現代の日本にあっては、平均的には12-3歳（小学校卒業時前後）で肉体的成熟があり、17-18歳（労働力と認識される頃）に精神的成熟があり、24-25歳（同世代の大多数が、社会人となる頃）に、社会的成熟が在るとされる。ただし、これはあくまで平均であって、個人差が大きい（中には、生涯社会的に成熟しない人もいる）事に注意すべきである。